# Navarone Foor
Navarone Foor (Opheusden, 4 febbraio 1992) è un calciatore olandese, centrocampista del VVV-Venlo.

## Carriera

### Nazionale
Ha giocato nelle nazionali giovanili olandesi Under-19, Under-20 ed Under-21.

## Palmares

### Club

#### Competizioni nazionali
- Eerste Divisie: 1

N.E.C.: 2014-2015
- Coppa dei Paesi Bassi: 1

Vitesse: 2016-2017